# ول حفار ترکمنی
ول حفار ترکمنی (نام علمی: Ellobius talpinus) نام یک گونه از زیرخانواده ولیان است.